# Vágó Eszter
Vágó Eszter, Bóna Istvánné (Debrecen, 1928. február 28. – Dunaújváros, 1970. június 18.) magyar régész.
Tanulmányait 1947-ben a Debreceni Tudományegyetemen kezdte s a Budapesti Egyetemen fejezte be (1951). Pannónia római kori régészetével foglalkozott. 1952-ben került a Sztálinvárosi Múzeumhoz, melynek 1955-től volt igazgatója. Élete utolsó két évtizedében főként a nagyszabású dunaújvárosi leletmentő ásatásokat szervezte és irányította.